# 南木拉寺
南木拉寺，位于西藏自治区日喀则地区仲巴县偏吉乡斯青村，是一座藏传佛教寺院。

## 简介
南木拉寺位于西藏自治区日喀则地区仲巴县偏吉乡斯青村，为藏传佛教寺院。
2012年，该寺的僧人索朗培被评为西藏自治区爱国守法先进僧尼。